# Rostóvia
Rostóvia (em russo: Ростов; romaniz.: Rostov), oficialmente Grande Rostóvia (em russo: Ростов Великий; romaniz.: Rostov Veliki), é uma das cidades mais antigas da Rússia e um importante centro turístico do chamado Anel de Ouro. Está localizado nas margens do Lago Nero, no Oblast de Iaroslavl.

## Cidades irmãs
- Jämsä, Finlândia
- Stevens Point, Estados Unidos